# Étienne Decroux
Étienne Decroux (uttal: [də'kru]), född 19 juli 1898 i Paris i Frankrike, död 12 mars 1991 i Billancourt i Frankrike, var en fransk skådespelare och koreograf. Han var en av förnyarna inom den moderna mimkonsten.
Från början var Decroux en teater- och filmskådespelare. I trettioårsåldern började han utforska kroppens rörelser. Decroux ägnade resten av livet främst åt att undervisa och komponera rörelser i dramatiska sekvenser. Han strävade efter en teater där skådespelaren använder kroppen på samma sätt som musikern använder sitt musikinstrument; hans ord för denna mimkonst var "kroppslig mim" (mime corporel). Skådespelaren ska vara en skapande konstnär och inte bara exponerar sitt eget inre.
Förnyaren Decroux hade ett stort antal moderna mimare, inklusive Marcel Marceau, i lära hos sig.